# 風箏誤
《風筝誤》是清代李渔创作的一部戏曲，共三十出。
《風誤》與《蜃中樓》、《玉搔頭》等十種合稱《笠翁十種曲》。《風筝誤》描寫詹烈候生有二女，小女淑娟美艳贤惠，是柳氏所生；大女叫爱娟，为梅氏所生。一位書生韓琦仲在风筝題詩上，由另一位貴公子戚友先放风筝，不巧風筝线断，飘落到詹烈候家，被詹府二小姐淑娟拾到。淑娟撿起後，見詩句芳心大動，便和詩一首。風箏由戚家家童索還。韓琦仲在戚友先書房，見淑娟和詩大喜，故意又作詩一首，再放風箏，此回風箏竟落於醜女大小姐愛娟院中。爱娟誤以為是戚友先所作，遂冒充淑娟，拜託奶娘邀约月夜相会，韓琦仲冒名前來，被愛娟奇醜的模樣嚇跑。韓琦仲從此專心苦讀。後來愛娟被父母許配給戚友先，洞房花烛夜誤將夫君認作韓琦仲，戚友先見新娘是丑陋的爱娟，暴跳如雷。愛娟之母趕來相勸，並准其再娶三妻四妾，友先方才罷休。韓琦仲在高中狀元之後，由義父的策畫下娶得淑娟。
清朝時大概演出《糊筝》、《题筝》、《惊丑》、《前亲》、《逼婚》、《后亲》、《惊美》、《茶圆》八折。梅蘭芳的作品《鳳還巢》即脫胎於本劇。